# كارلوس مارتينيز دييز
كارلوس مارتينيز دييز (بالإنجليزية: Carlos Martinez)‏ (21 يناير 1992 في الولايات المتحدة - ) هو لاعب كرة قدم أمريكي في مركز الوسط. شارك مع منتخب الولايات المتحدة تحت 17 سنة لكرة القدم. أما مع النوادي، فقد لعب مع نادي ساكارامينتو ريببلك.